# Cascade de Bras Rouge
La cascade de Bras Rouge, ou du Bras Rouge, est une chute d'eau de l'île de La Réunion, département d'outre-mer français dans le sud-ouest de l'océan Indien. Formée par le Bras Rouge, la section la plus en amont de la Rivière Saint-Étienne, elle relève du territoire de la commune de Cilaos, dans le cirque naturel du même nom. Son eau se s'écoule ensuite à travers La Chapelle. Le site n'est accessible que depuis le GR R2, un sentier de grande randonnée qui franchit la rivière quelques mètres en amont de la cascade.